# Tibetología
Tibetología (en tibetano: བོད་རིགིགིག་པ, wylie: bod-rig-pa) es el estudio de temas relacionados con el Tíbet, es decir, la sociedad tibetana, la historia tibetana, el budismo tibetano, el idioma tibetano, la antropología, la política, la economía, la educación, la ley, etc.; también colecciones de objetos tibetanos de importancia histórica, cultural, religiosa y artística, es decir, estatuas, altares, iconos y escrituras budistas, bordados, pinturas y tapices de tipo thangka, joyas, máscaras y otros objetos de arte y artesanía tibetanos.

## Definiciones
En su estudio sobre la práctica de la tibetología en Australia, Hong Kong y Singapur, publicado en 2011, el sinólogo australiano Colin Mackerras, define los estudios tibetanos (otro nombre para la tibetología) como el estudio de tibetanos y/o territorios tibetanos de China, realizado por investigadores que realizan actividades de investigación o enseñanza remuneradas en el ámbito de una universidad o institución museística. Los tibetanos son principalmente, pero no exclusivamente, personas que viven en territorios tibetanos reconocidos por la comunidad internacional como parte de China. El período considerado para estos estudios tibetanos abarca los siglos XX y XXI sin excluir completamente los períodos anteriores. El interés se centra en la historia, la religión, la antropología, la lengua, la economía política, el derecho, la educación, las relaciones internacionales y la filosofía.
Para Marianne Winder, conservadora de manuscritos orientales y publicaciones del Instituto Wellcome, la tibetología, tal como la definió en 1984 en el Bulletin of Tibetology, es una disciplina de estudio que se centra en el alfabeto e idioma tibetanos, los dialectos populares, la literatura tibetana, la geografía del Tíbet y sus vecinos, la historia, la pintura, la arquitectura, la música, la medicina, la astronomía, la astrología y la antropología tibetana. Estos temas no pueden ser estudiados en forma aislada, algunos de ellos relacionados con la tradición sánscrita de la India y otras tradiciones, como la medicina que se ha extendido a la esfera cultural mongola. Pocos antropólogos occidentales han podido trabajar en el Tíbet, y en cambio han estudiado regiones como Ladakh, Sikkim, Nepal y Bután, sus lenguas y costumbres. Todos estos temas están relacionados con la religión, bön o budista, debido a las circunstancias políticas e históricas particulares del Tíbet.
Según Erberto Lo Bue, el tibetólogo habla y escribe el tibetano vernáculo y lee el tibetano literario. Según Gerald Roche, publica en revistas académicas o revisadas por pares.
Para el tibetólogo Jean-Luc Achard, dentro de la tibetología moderna, hay exclusivamente tibetólogos, tibetólogos indianistas y sinólogos tibetanos.

## Historia

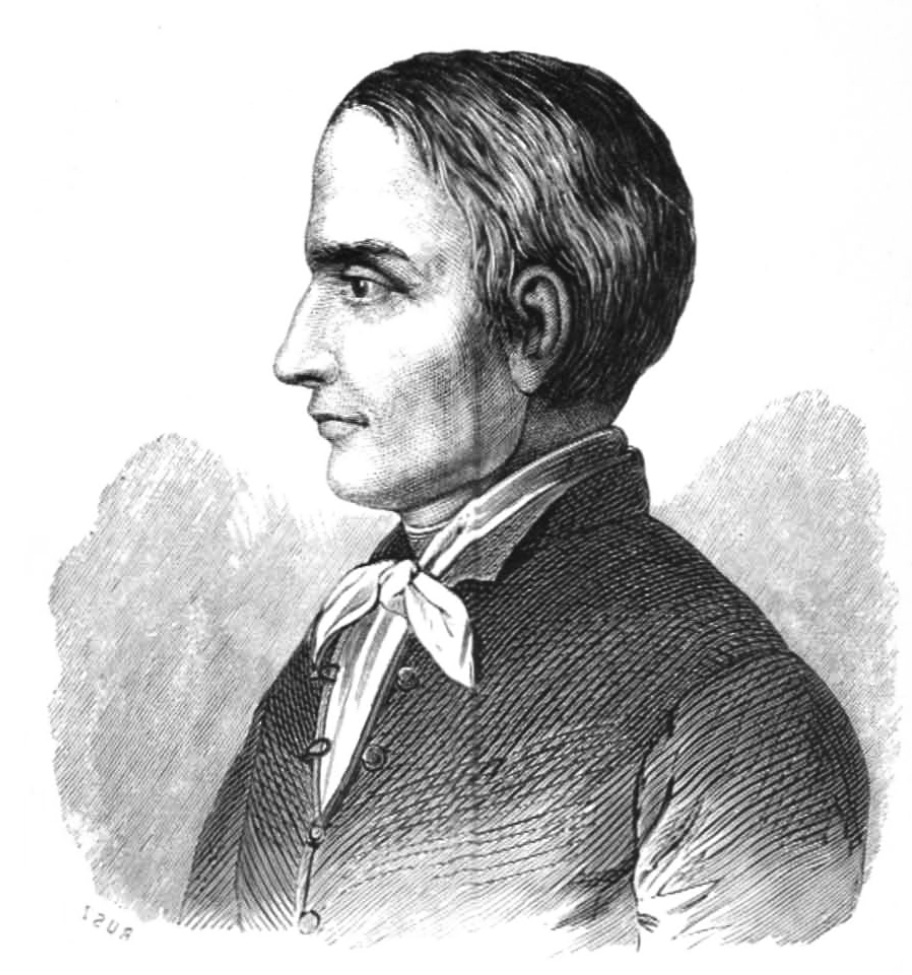
El húngaro Sándor Kőrösi Csoma fundador de la tibetología.

A invitación del Rey, el jesuita António de Andrade (1580-1634) y algunos otros, establecieron un puesto misionero y una pequeña iglesia en Tsaparang en 1626, en el reino de Guge (Tíbet occidental). Cuando el reino fue invadido por el rey de Ladakh en 1631, la misión fue destruida (véase Iglesia católica en el Tíbet).
Un siglo más tarde, otro jesuita, el italiano Ippolito Desideri (1684-1733), fue enviado al Tíbet y se le permitió residir en Lhasa donde pasó 5 años, de 1716 a 1721, y vivió en un monasterio tibetano, estudiando la lengua, la religión de los lamas y otros aspectos culturales tibetanos. Publicó algunos libros en tibetano sobre doctrina cristiana. Debido a un conflicto jurisdiccional (la misión fue confiada a los capuchinos y no a los jesuitas), Desideri tuvo que abandonar el Tíbet y regresar a Italia, donde pasó el resto de su vida publicando sus Notas Históricas sobre el Tíbet. Se publicaron en 4 volúmenes, bajo el título de Opere Tibetane (Roma; 1981-1989). Desideri podría ser considerado como el primer tibetólogo e hizo mucho para dar a conocer el Tíbet en Europa. Desideri fue un pionero, sin embargo, y como tal, produjo las «observaciones» sobre el Tíbet, un trabajo que hizo con objetividad y simpatía, pero no siempre con una precisión perfecta.
El  húngaro Sándor Kőrösi Csoma (1784-1842) es considerado el fundador de la tibetología. Escribió el primer diccionario tibetano-inglés. Philippe-Édouard Foucaux (1811-1894) fue el primer tibetólogo francés. Después de haber aprendido tibetano por sí mismo, se convirtió, en 1842, en el primer maestro tibetano en el Institut National des Langues et Civilisations Orientales (INALCO). En 1858, escribió una gramática tibetana en francés.

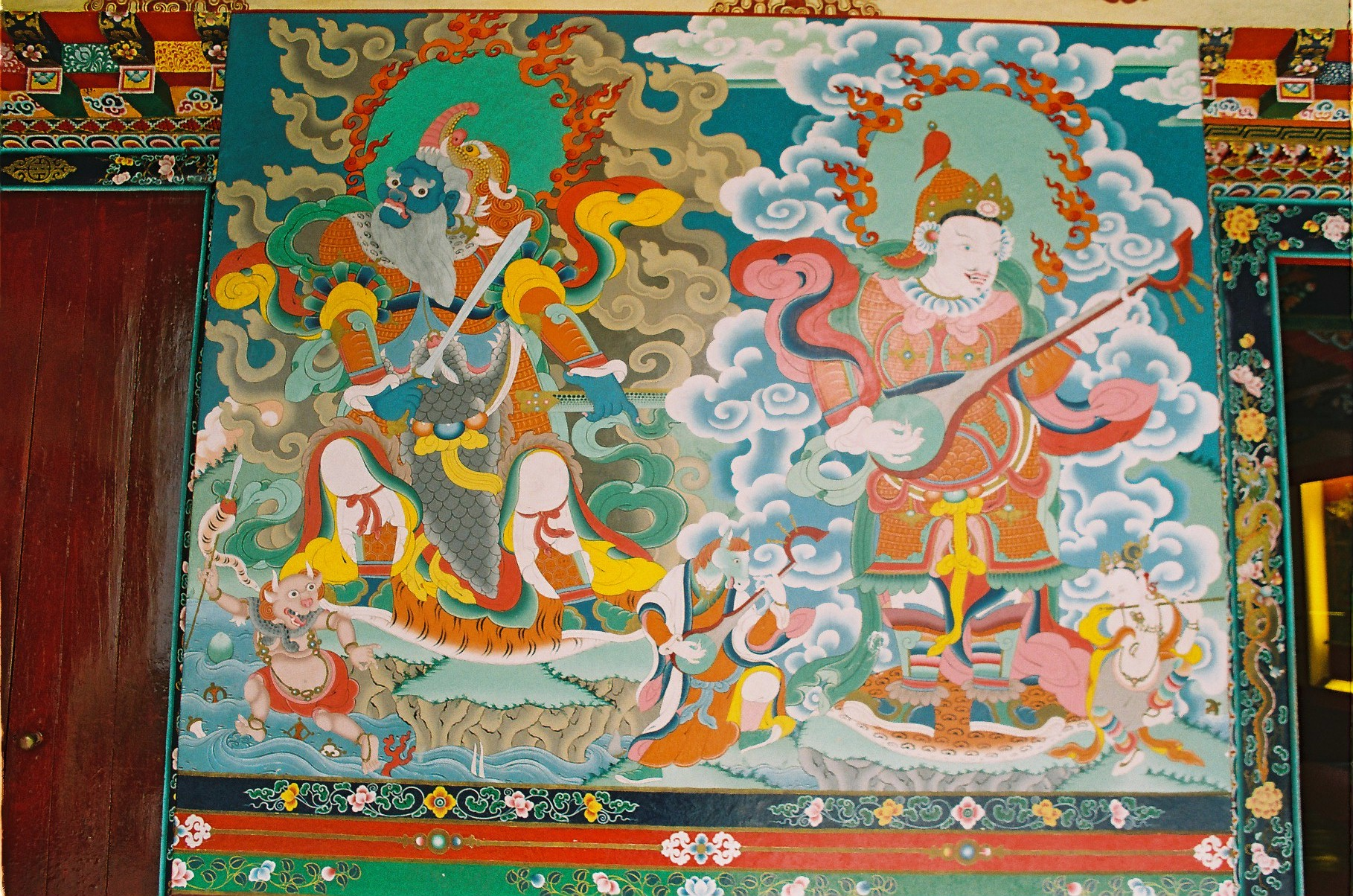
Pintura thangka] del Instituto Namgyal de tibetología, en Gangtok.

Francia fue, junto con Rusia, el primer lugar en Occidente donde se enseñó tibetano en la universidad (desde 1842 en las lenguas orientales). Las publicaciones del diplomático británico Charles Alfred Bell han contribuido al establecimiento de la tibetología como disciplina universitaria. Entre los más grandes tibetólogos del siglo XX se encuentra los británicos Hugh Edward Richardson, Frederick William Thomas, David Snellgrove, Michael Aris y Richard Keith Sprigg, los italianos Giuseppe Tucci y Luciano Petech, los franceses Jacques Bacot, Rolf Alfred Stein, Alexandra David-Néel, Marcelle Lalou, Paul Pelliot, los alemanes Dieter Schuh y Klaus Sagaster y, por último, el greco-danés Pierre de Grèce.
Matthew Kapstein señala que hasta la década de 1970, en la comunidad tibetana, «se daba más o menos por sentado que todo el mundo debía estar familiarizado con todo lo relacionado con el Tíbet: desde la historia hasta la antropología, pasando por el arte, la medicina, la literatura, la filosofía y la religión». Después, los tibetólogos se especializaron, interviniendo en subdisciplinas, con a veces pocas oportunidades de intercambio entre ellos. Así, cuando se creó la Asociación Internacional de Estudios Tibetanos (IATS) en Oxford, Reino Unido, los investigadores internacionales del Tíbet se reunieron en una sencilla sala de conferencias. Esta reunión dio lugar a una «modesta publicación». Por otra parte, el coloquio celebrado en Leiden (Países Bajos) en 2000 fue seguido de la publicación de diez volúmenes de investigación específica e innovadora.

## En Occidente
En las últimas décadas, especialmente en los países anglosajones, el estudio del Tíbet y de la tibetología se ha ido abriendo a otras disciplinas, dando trabajos con un enfoque interdisciplinario. Esto es evidente en las conferencias regulares del IJATS [archivo] de la Asociación Internacional de Estudios Tibetanos (JIATS), que se celebran cada tres años en diferentes ciudades de todo el mundo.
Un ejemplo de investigadores sobre el Tíbet es el antropólogo estadounidense Melvyn Goldstein, que ha realizado investigaciones y publicaciones de renombre sobre cuestiones léxicas, los nómadas tibetanos y la historia moderna del Tíbet. Otros son Robert Barnett, Matthew Kapstein, Elliot Sperling, Alex McKay, Geoffrey Samuel, Alexander Berzin y Katia Buffetrille.

### En Francia
La Escuela Francesa de Tibetología es conocida en todo el mundo por la calidad de sus investigaciones.
El profesor Dagpo Rinpoche y Thoupten Phuntshog, eruditos tibetanos, se establecieron en Francia en 1960. Estaban entre los lamas invitados por la Fundación Rockefeller para abrir cinco centros de estudios sobre el Tíbet en Europa: en Dinamarca, Italia, Alemania, el Reino Unido y Francia. Los objetivos declarados de la Fundación eran ayudar a los tibetólogos de estos países. Dagpo Rinpoche está vinculado al profesor Rolf Alfred Stein, con quien trabajó durante varios años en la École pratique des hautes études. La mayoría de los tibetólogos podían entonces leer textos antiguos, pero ignoraban la pronunciación que les enseñaba, antes de obtener un puesto de profesor independiente en el Instituto Nacional de Lenguas y Civilizaciones Orientales. En Francia, la enseñanza del tibetano no comenzó hasta 1964. Como no había ningún método para enseñar el idioma, Stein sugirió a Dagpo Rinpoche que usara el mismo método que usaba para el idioma chino. Por último, cada vez más estudiantes se han matriculado y se está desarrollando un plan de estudios apropiado y elaborado.
Para promover la investigación en tibetología y participar en la publicación y reedición de libros en tibetano después del exilio en 1959 de los eruditos tibetanos a partir de 1959, Rolf Alfred Stein creó en 1974 el Instituto de Estudios Tibetanos (IET) el Collège de France de París.
Hay dos cátedras dedicadas a los estudios tibetanos en la École Pratique des Hautes Études, tres equipos del Centro Nacional para la Investigación Científica están formados por tibetólogos, cinco grandes bibliotecas de investigación francesas poseen importantes fondos tibetanos y la Biblioteca Nacional de Francia posee parte de los manuscritos de Dunhuang, los primeros documentos históricos en lengua tibetana (siglos VIII-X).
La Société française d'études du monde tibétain (SFEMT) fue fundada en 2012 para promover la investigación en tibetología, con la divulgación de las investigaciones en curso de sus miembros, organización de conferencias y un coloquio bienal. Su sede se encuentra en la Maison de l'Asie, avenue du Président-Wilson en París. Françoise Robin fue su presidenta de 2012 a 2016, a la que sucedió Nicolas Sihlé.
El Centre de recherche sur les civilisations de l'Asie orientale (CRCAO), es una unidad de investigación mixta del CNRS fundada en 2006, con sede en el instituto de Extrême-Orient del Collège de France, y cuenta con el equipo Tibet, Bhoutan, aire culturelle tibétaine. Desde 2002 publica la Revue d'Études Tibétaines.

## En China
Según  China Tibet Online, China cuenta con más de 100 instituciones tibetológicas  y más de cinco mil investigadores.
Creado en 1986 en Pekín, el Centro de investigación de tibetología de China tiene varios institutos. Además, el Centro gestiona una editorial, un departamento de corrección del tripitaka tibetano en Chengdu, un centro médico y una biblioteca.
La Academia de Ciencias Sociales de la Región Autónoma del Tíbet es la mayor institución tibetana de investigación tibetológica. Fundada el 5 de agosto de 1985, incluye varios institutos. Gestiona una editorial de archivos y libros antiguos en tibetano.
El premio Qomolangma de tibetología, creado en 2006  y otorgado en cuatro ocasiones, es el más prestigioso de China. Aprobado por el Consejo de Estado de la República Popular China, está organizado conjuntamente por el Centro de investigación de tibetología de China y la Asociación china para la preservación y el desarrollo de la cultura tibetana, y su asignación es revisada por toda la comunidad tibetológica de China.